# Обърн (Ню Йорк)
Обърн (на английски: Auburn) е град в САЩ, административен център на окръг Каюга, щата Ню Йорк. Известен е с местния си бейзболен отбор. Има население 26 704 души по приблизителна оценка от 2017 г.).